# 彰化斷層
彰化斷層（英語：Changhua Fault）是台灣一條逆斷層，位於彰化縣東境，緊鄰八卦台地的山腳而行。因彰化斷層受到現代沖積層或山麓堆積物所掩覆，崖狀特徵未能釐清，地表亦無斷層露頭之發現，僅由地球物理探勘來推測斷層，因此經濟部中央地質調查所將其由原本存疑性活動斷層改成暫時列為第一類活動斷層。

## 地理
彰化斷層介於大肚溪與濁水溪之間，沿八卦台地西緣，由彰化附近的北北西走向，至員林以南約呈南北走向，大致位置在彰化平原與八卦台地交界上，全長約32公里。緊鄰縣道137號，沿線分布許多聚落與公共設施，為人口較為密集的地帶。地理學家石再添與楊貴三將斷層分成三段：經彰化、花壇這一段為北段，命名「彰化斷層」；繼續往南延伸，經大村、員林這一段為中段，命名「員林斷層」；往南經社頭、田中至二水這一段為南段，命名「田中斷層」。
彰化斷層的形成約於50萬年前，受板塊運動西移之下，擠壓造成大茅埔－雙冬斷層、車籠埔斷層、台中盆地、彰化斷層先後產生。依據石再添與楊貴三指出，在花壇東方的橋仔頭有發現斷層崖，外觀呈直線狀，崖高20～50公尺，而崖高20公尺以下的斷層小崖；在員林東方的刣人坑則有被發現，並且分別存在新舊兩個沖積扇面，崖高3～6公尺。在社頭附近可見直線狀山麓線、三角切面側丘、山麓線外複合沖積扇。彰化斷層淺部上下磐的地層皆為現代沖積層與礫岩層，全屬於岩性鬆軟的地層。

## 特性
中央地質調查所與地質學者透過鑽井方式，從鑽芯取樣來研判，斷層北段的地層有發現錯動，位移了至少一百公尺，另在地表調查發現有直線狀崖，疑似為斷層出露於地表的跡象，其中建國科技大學大門正座落於這條線崖之上，除此之外，再往南延伸的中段與南段，其岩層未發現錯動，這說明了彰化斷層可能是一條隱沒在地層裡的盲斷層。《彰化斷層及其附近構造》研究認為地層發生褶皺現象，推斷不屬於活動斷層，由八卦山背斜的傾動角度與八卦台地兩翼地貌分析，斷層是受來自東方的構造作用力所致，依照地層的抬升變化去研判，田中地區若持續受應力作用，該斷層的活動危險性需要留意。

## 近況
彰化斷層的上一次活動發生在西元1848年12月3日，距今已超過170年尚未有活動跡象，曾在集集大地震發生後，台灣各界輿論著彰化斷層發生的可能性，使得彰化地區居民是人心惶惶。分別在2003年及2009年，台灣大學、中央大學、彰化師範大學等多位教授的研究指出，由於彰化斷層的能量累積已久，至今未有發生任何斷層活動，是目前需要被關注的斷層，但因為缺乏周期研究的資料，無法推斷出彰化斷層的活動周期。
在2010年被媒體揭露，報導依中央地質調查所指出：有彰化女中、大慶商工、花壇國中、白沙國小、青山國小及湳雅國小，尚有彰化基督教醫院與彰化秀傳醫院，計有六所學校與兩家醫院皆位在地震敏感帶上。同年，受到彰化斷層的經過影響，台灣電力公司計畫由南投往彰化方向架設高壓電塔，造成彰化居民的群起反對。